# Петерсхайн (Квицдорф-ам-Зе)

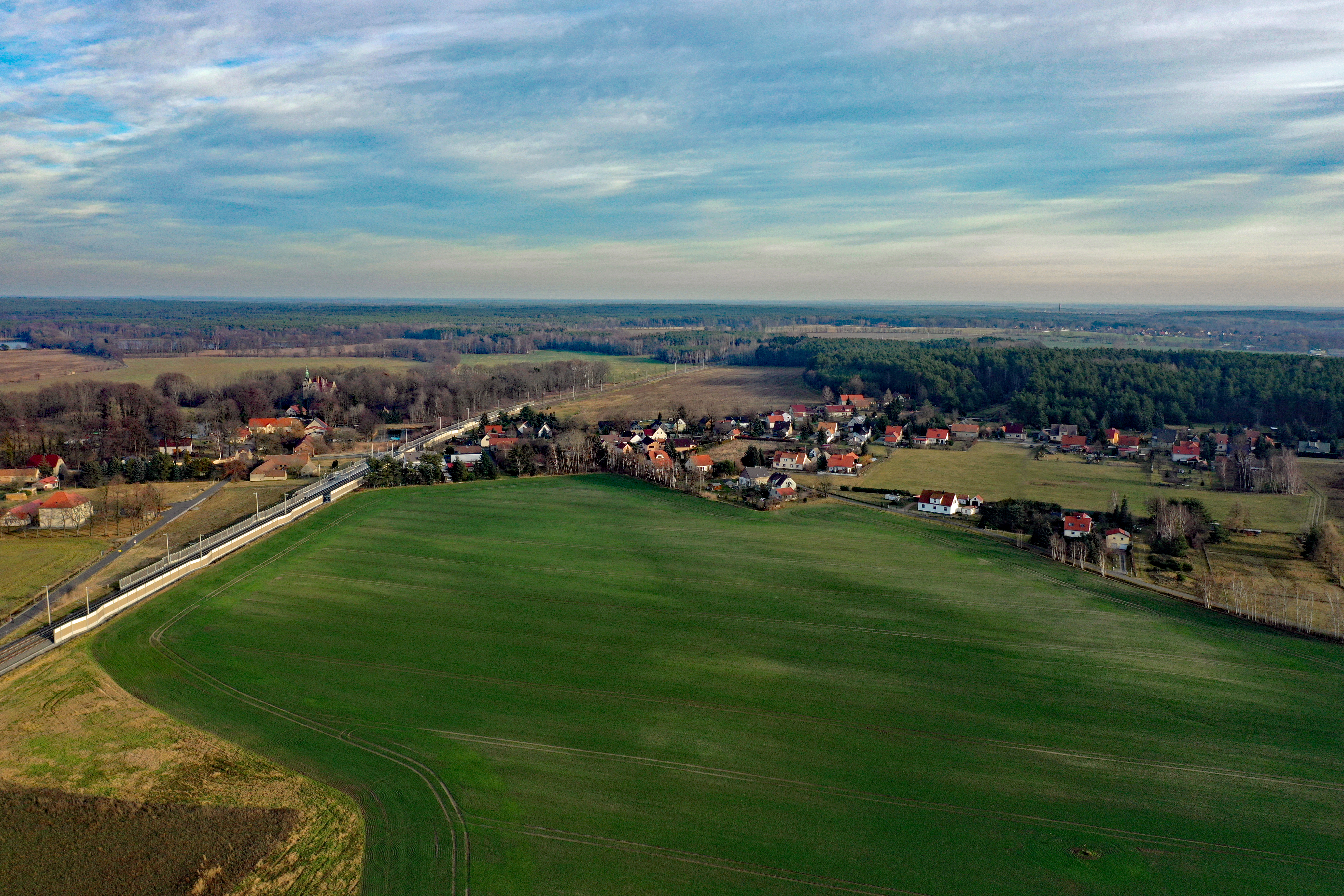

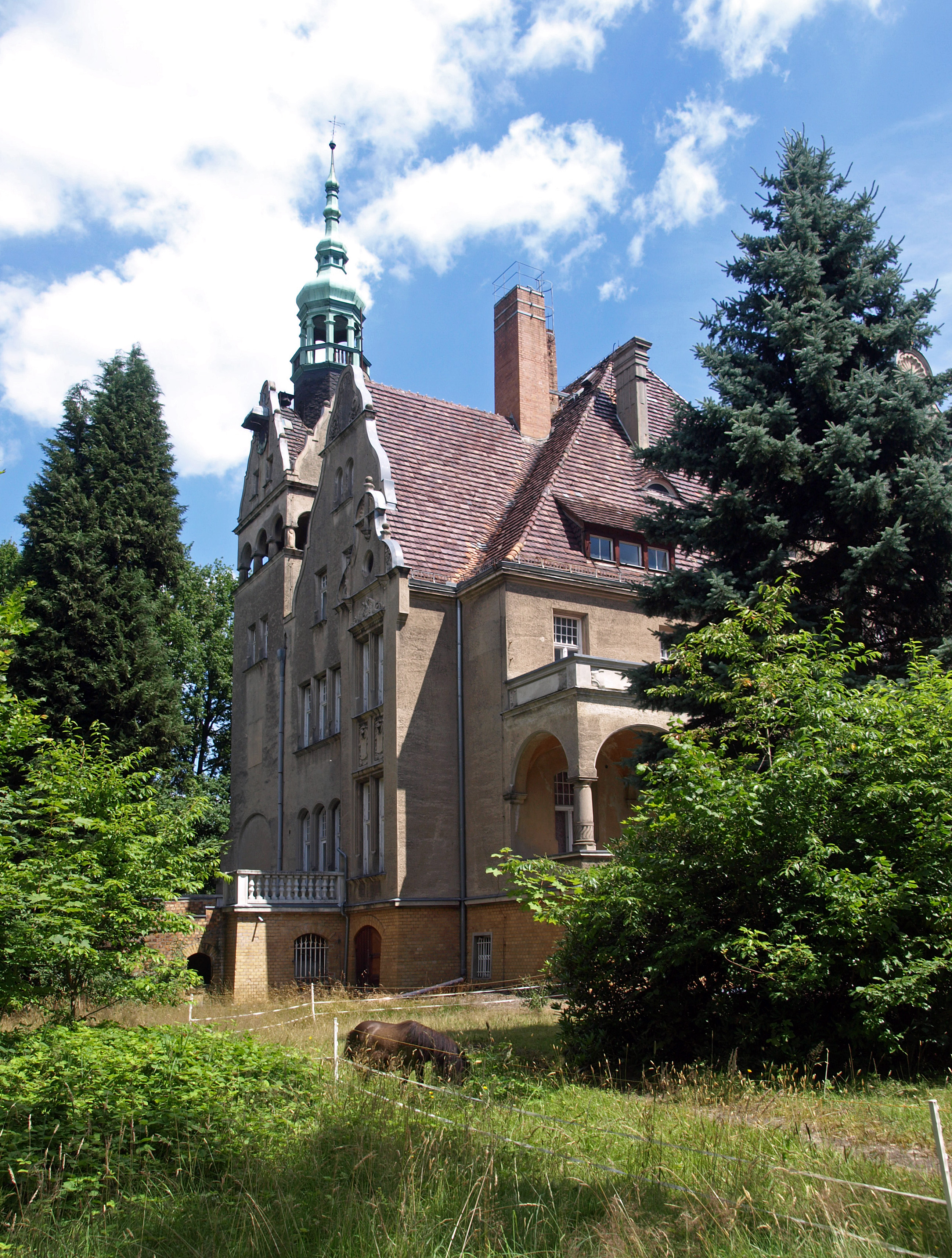
Замок Петерсхайн

Петерсхайн или Го́зница (нем. Petershain; в.-луж. Hóznica) — деревня в Верхней Лужице, Германия. Входит в состав коммуны Квицдорф-ам-Зе района Гёрлиц в земле Саксония. Подчиняется административному округу Дрезден.

## География
Находится в семи километрах на северо-запад от города Ниски на восточной границе биосферного заповедника «Пустоши и озёра Верхней Лужицы». На юге в пяти километрах от деревни располагается водохранилище Квицдорф (Кветанецы). Через деревню проходит автомобильная дорога K8470 и железнодорожная линия с остановочным пунктом «Петерсхайн».
Соседние населённые пункты: на северо-востоке — деревня Нове-Козло (входит в городские границы Ниски), на юго-востоке — деревня Вугельц (в границах города Ниски), на юго-западе — деревня Горшов, на западе — административный центр коммуны Мюка и на северо-западе — деревня Нойдорф коммуны Креба-Нойдорф.

## История
Впервые упоминается в 1390 году под наименованием Petershayn, в современной орфографии — в 1416 году.
Развитие деревни непосредственно связано с разработкой близлежащих угольных карьеров, которые разрабатывались во времена ГДР. Наибольшая численность в 937 жителей зафиксирована в 1971 году. После закрытия угольных месторождений в начале 1990-х годов численность жителей упала до 373 человек в 2014 году.
В настоящее время деревня входит в состав культурно-территориальной автономии «Лужицкая поселенческая область», на территории которой действуют законодательные акты земель Саксонии и Бранденбурга, содействующие сохранению лужицких языков и культуры лужичан.
Исторические немецкие наименования
- Petershayn, 1390
- Petershein, 1408
- Petershаin, 1416
- Petershayn, 1791

Серболужицкие исторические наименования
Серболужицкое наименование происходит от старого лужицкого слова «gozď, gvozď» (лес).
- Hosniza, 1767
- Hósenzy, 1835
- Hóznicze, 1864
- Hóznica, 1866

## Население
Официальным языком в населённом пункте, помимо немецкого, является также верхнелужицкий язык.
Лужицкий демограф Арношт Черник в своём сочинении «Die Entwicklung der sorbischen Bevölkerung» указывает, что в 1956 году при общей численности в 908 человека серболужицкое население деревни составляло 11,8 % (из них верхнелужицким языком активно владело 74 взрослых и 18 несовершеннолетних, 15 взрослых владело языком в пассивной форме).
| 1825 | 1871 | 1885 | 1905 | 1925 | 1939 | 1946 | 1950 | 1964 | 1990 |
| ---- | ---- | ---- | ---- | ---- | ---- | ---- | ---- | ---- | ---- |
| 309  | 603  | 556  | 534  | 536  | 527  | 650  | 841  | 896  | 577  |

## Достопримечательности
Памятники культуры федеральной земли Саксония
- Железнодорожная станция, датировка — 1912
- Господский дом (Herrenhaus), Dorfstraße 24, 28, датировка — 1900
- Замок «Петерсхайн», Dorfstraße 24, 28, датировка — 1578
- Камень «Пест-Алтарь», датировка — 1632
- Лютеранская кирха, Dorfstraße 39, датировка — 1628
- Старое кладбище